# Coccopygia
Coccopygia – rodzaj ptaków z podrodziny astryldów (Estrildinae) w rodzinie astryldowatych (Estrildidae).

## Występowanie
Rodzaj obejmuje gatunki występujące w Afryce Subsaharyjskiej.

## Morfologia
Długość ciała 9–10 cm; masa ciała 5,7–8 g.

## Systematyka

### Etymologia
Coccopygia: gr. κοκκος kokkos „szkarłatna jagoda”; -πυγιος -pugios „-zady”m, od πυγη pugē „zad, kuper”.

### Podział systematyczny
Takson wyodrębniony z Estrilda. Do rodzaju należą następujące gatunki:
- Coccopygia melanotis (Temminck, 1823) – szarogłówka czarnolica
- Coccopygia quartinia (Bonaparte, 1850) – szarogłówka żółtobrzucha